# Um Mundo Jovem
Um Mundo Jovem (nome original em Inglês: One Young World) é uma organização sem fins lucrativos em Londres, fundada em 2010.
A fundação organiza todos os anos uma reunião entre influenciadores, políticos, ativistas, principais expoentes da economia internacional e jovens líderes de todo o mundo para desenvolver soluções para os problemas mais prementes do mundo.

## A Organização
Un Mundo Jovem é uma plataforma na qual os jovens discutem problemas globais e desenvolvem soluções para acelerar o progresso dos Objetivos de Desenvolvimento Sustentável. A fundação é financiada por 500 empresas aliadas. Os jovens que desejam participar da conferência podem fazê-lo de duas maneiras. A fundação oferece aos jovens a oportunidade de serem patrocinados por empresas parceiras. A outra opção é que os jovens possam arcar com os custos de participar da conferência.
Confirmada a participação dos jovens, os jovens competem entre si para serem oradores em uma das sessões plenárias. A cada ano, a fundação escolhe 30 jovens como oradores para resolver os problemas mais prementes da humanidade com figuras notáveis e emblemáticas de todo o mundo. Um Mundo Jovem foi definido como a versão jovem do Fórum Econômico Mundial.

### Conferências
As conferências de Um Mundo Jovem são realizadas todos os anos em diferentes países.

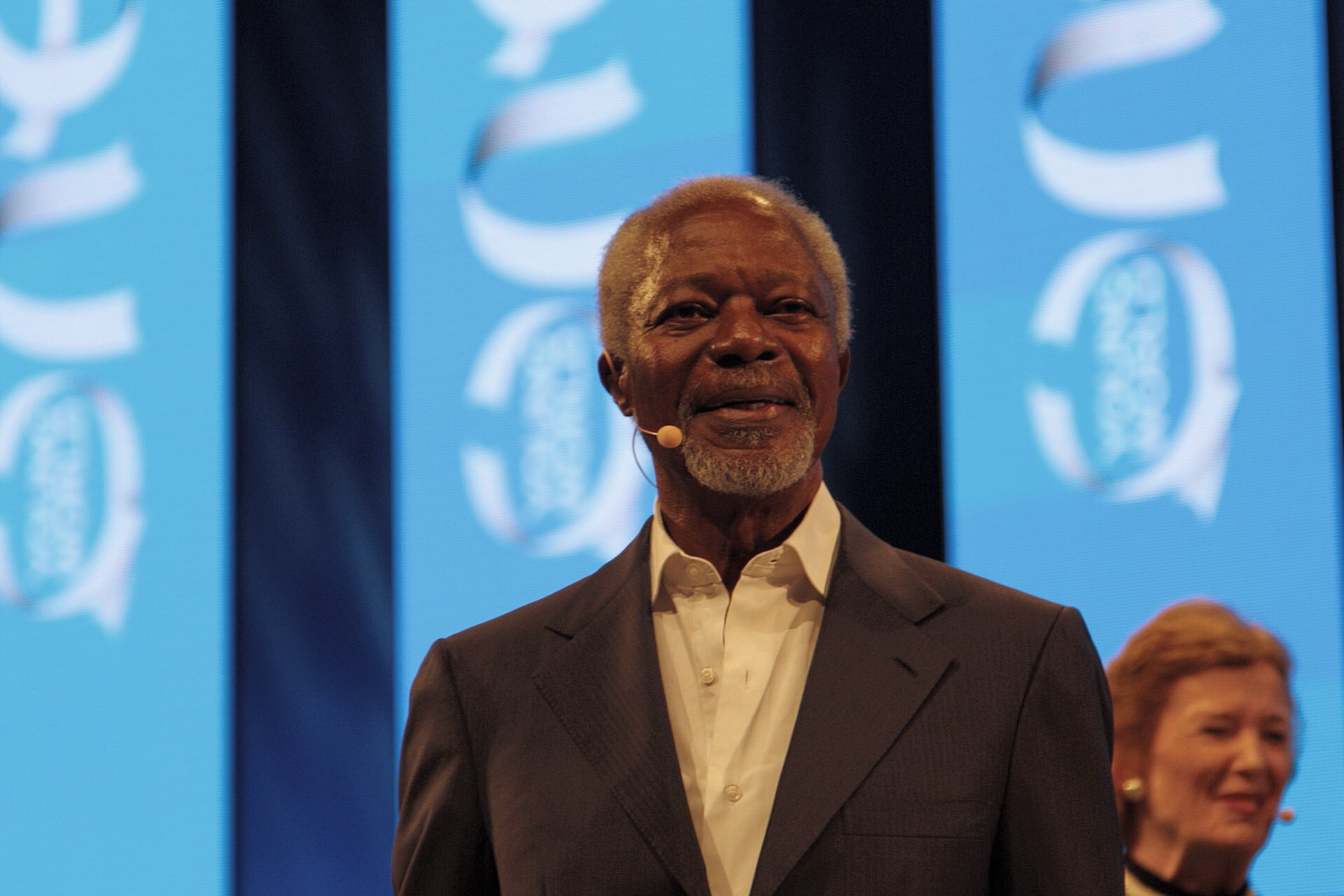
Kofi Annan em Um Mundo Jovem, África do Sul.

| Ano  | país           | Local       |
| ---- | -------------- | ----------- |
| 2010 | Reino Unido    | Londres     |
| 2011 | Suíça          | Zurique     |
| 2012 | Estados Unidos | Pittsburgh  |
| 2013 | África do Sul  | Joanesburgo |
| 2014 | Irlanda        | Dublin      |
| 2015 | Tailândia      | Bangkok     |
| 2016 | Canadá         | Ottawa      |
| 2017 | Colômbia       | Bogotá      |
| 2018 | Países Baixos  | A Haia      |
| 2019 | Reino Unido    | Londres     |
| 2020 | Alemanha       | Mônaco      |

## Conselheiros
Desde a criação da Um Mundo Jovem em 2010, centenas de personalidades ilustres participaram da conferência como consultoras da fundação. Essas personalidades ilustres atuam como consultoras de jovens líderes. Alguns desses personagens ilustres e figuras notáveis são:
Kofi Annan, Muhammad Yunus, Desmond Tutu, Vicente Fox, Meghan Markle., Gro Harlem Brundtland, Mary Robinson, Bob Geldof, Ellie Goulding, Emma Watson, Justin Trudeau, Arianna Huffington, Jamie Oliver, Bill Clinton, J.K. Rowling, Jack Dorsey, Surya Bonaly

## Embaixadores
No final de cada conferência, os jovens líderes participantes se tornam embaixadores da fundação.Todos os anos, mais de mil jovens líderes são selecionados para participar da conferência, portanto, a fundação tem milhares de embaixadores em todo o mundo.. Alguns embaixadores de destaque são: Park Yeon-mi, Benjamin Bocio